# توماس هیوود
توماس هیوود (انگلیسی: Thomas Heywood; ۱ ژانویهٔ ۱۵۷۴ – ۱۶ اوت ۱۶۴۱) بازیگر تئاتر، نمایشنامه‌نویس و نویسنده اهل انگلستان بود،از نمایشنامه های او میتوان به گمشده بازیافته یا اسیران اشاره کرد.